# Hormiphora labialis
Hormiphora labialis är en kammanetart som beskrevs av Alessandro Ghigi 1909. Hormiphora labialis ingår i släktet Hormiphora och familjen Pleurobrachiidae. Inga underarter finns listade i Catalogue of Life.